# Mikołaj V (antypapież)
Mikołaj V (właśc. Pietro Rainalducci; ur. ok. 1258 w Corvaro, zm. 16 października 1333 w Awinionie) – antypapież w okresie od 12 maja 1328 do 25 lipca 1330, podczas pontyfikatu papieża Jana XXII w Awinionie.

## Życiorys
Przed wyborem na papieża, Rainalducci ożenił się i miał dzieci z Giovanną Mattei, ale kilka lat po ślubie (w 1285) porzucił rodzinę i wstąpił do zakonu franciszkanów. Cesarz Ludwik IV Bawarski, niezadowolony z rządów Jana XXII, nakazał wybór Rainalducciego 13-osobowemu kolegium. Antypapież Mikołaj mianował 20 biskupów i 9 kardynałów Mikołaja uznała między innymi Sycylia, dla której antypapież powołał arcybiskupa Jacopo Albertiego. W wyniku zdrady Azzone Viscontiego, Mikołaj odsunął się od dotychczasowego protektora, Ludwika IV, a także utracił wszystkich swoich zwolenników, z wyjątkiem jednego kardynała. Wkrótce potem antypapież musiał się schronić w Pizie, gdzie spotkał się z przedstawicielami Jana XXII. Doszło do porozumienia, w wyniku którego Mikołaj uroczyście wyrzekł się godności papieskiej, natomiast Jan potraktował go łagodnie i przyznał mu uposażenie. Po dwóch latach rządów, uznał zwierzchnictwo prawowitego papieża.
Jego zwolennicy opisywali go jako świątobliwego, ascetycznego franciszkanina, lecz przeciwnicy wytykali mu dwulicowość. Zmarł w Awinionie w rezydencji papieskiej.